# Ritmo (revista española)
Ritmo es una revista de música clásica española, fundada en 1929. Fue galardonada en 2004 con la Medalla de Oro al mérito en las Bellas Artes, otorgada por el Ministerio de Cultura.
Ritmo se edita mensualmente con información sobre la vida musical española e internacional. Se edita en papel, en formato digital y también para Internet y dispositivos móviles.
Contiene entrevistas con intérpretes, crónicas, reportajes, críticas e informaciones de eventos musicales y novedades discográficas. La ópera tiene una sección especial. Dispone un importante archivo histórico de sus contenidos.